# Yacimiento arqueológico de La Serreta

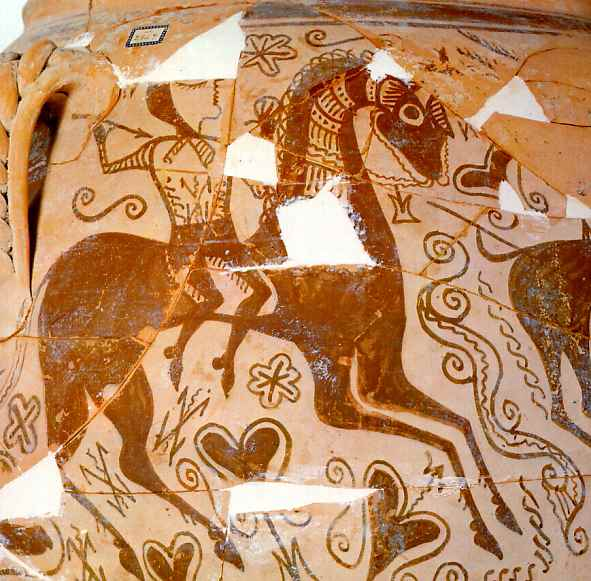
Cerámica de La Serreta.

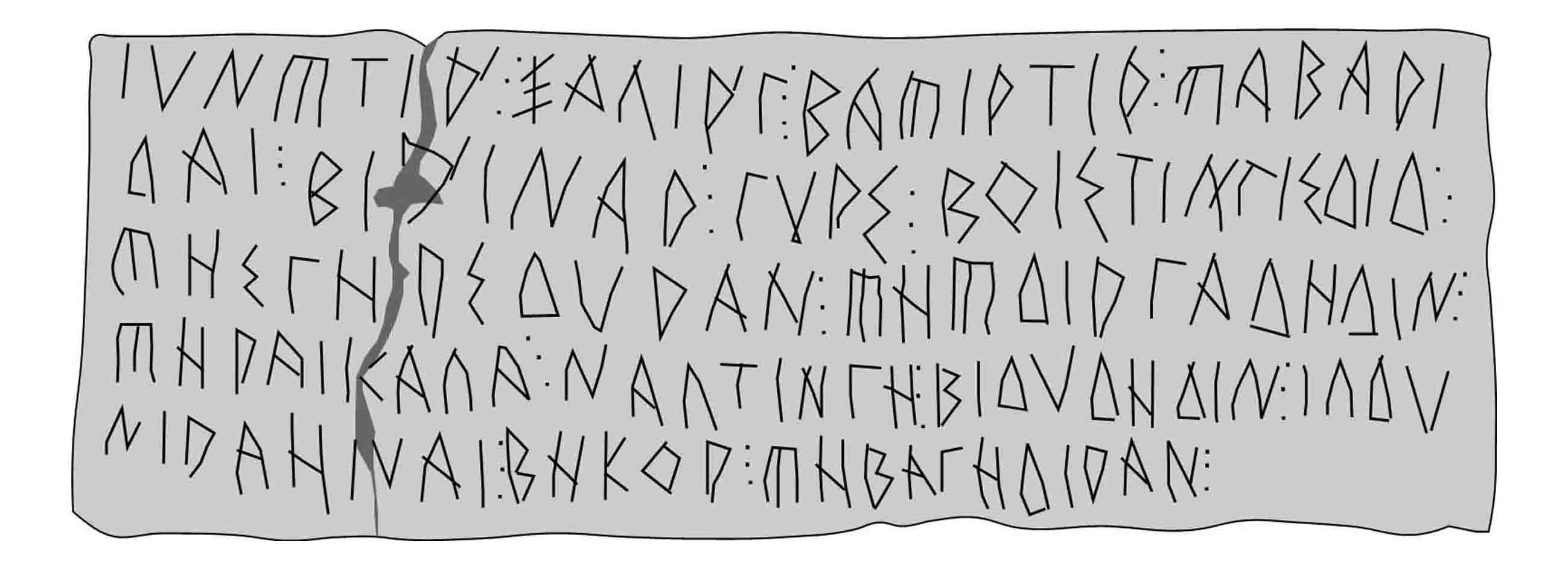
Cara B del plomo I de La Serreta en alfabeto greco-ibérico.

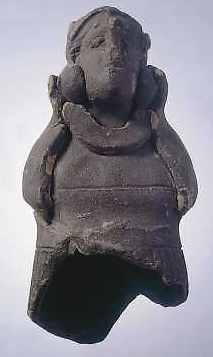
Terracota de La Serreta.

El yacimiento arqueológico de La Serreta cuya época corresponde al ibérico antiguo y pleno y Romano, está situado en el término municipal de Alcoy y Penàguila (Provincia de Alicante, España) 
Constituye un doble yacimiento, un poblado y un santuario. En 1917 fue descubierto el yacimiento, excavado por Visedo y declarado Monumento histórico-artístico perteneciente al Tesoro Artístico Nacional mediante decreto de 3 de junio de 1931. En la década de los años 1950 fue nuevamente excavado por Visedo y en los 1960 por M. Tarradell. 
Los principales materiales están depositados en el Museo arqueológico Camilo Vicedo, que lleva el nombre del principal excavador del yacimiento. De aquí proceden seis plomos escritos en alfabeto greco-ibérico. 
El yacimiento también ha proporcionado interesantes terracotas y cerámicas ibéricas, y de importación (griegas, púnicas, campanienses).
Se pueden observar restos de habitación, de planta cuadrangular, ordenados en largas filas. En el extremo occidental se localizan los restos del santuario, situado por Visedo en la porción más alta, actualmente señalada por un vértice geodésico, en cuyas inmediaciones se encontraron numerosos exvotos ibéricos en terracota. Llobregat describe restos de un edificio situado a 100 m, que podría corresponder al santuario de época romana. 
Desde la zona del Santuario se puede observar la cumbre de la Sierra de Aixorta, que señala la salida del sol en los equinoccios, lo que para algunos astrónomos podría tener alguna significación (ver referencias).
En 1987 fue descubierta la necrópolis, que ha sido sistemáticamente excavada con el descubrimiento de 80 sepulturas, principalmente del s. IV a. C. Los ajuares son de gran variedad y riqueza. Es de destacar la falcata de la tumba 53, con una preciosa empuñadura.
La totalidad de la ladera de la solana está cubierta de restos de edificaciones que se adaptan a los niveles de la montaña. No existen grandes restos monumentales, pero el entorno es evocador y las vistas magníficas.